# Achromatopsie
Ne doit pas être confondu avec monochromatisme.
 Mise en garde médicale
L’achromatopsie (ou achromatie, ou monochromatisme) est une maladie du système visuel qui se manifeste par une absence totale de vision des couleurs. Cette dyschromatopsie peut être congénitale ou acquise à la suite d'une lésion cérébrale ; on parle dans ce dernier cas d'achromatopsie cérébrale. Une personne atteinte d'achromatopsie est dite achromate.

## Achromatopsie congénitale

### Achromatopsie complète

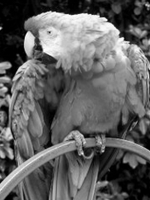
Simulation de la vision des achromates, en noir, blanc et nuances de gris. Noter que la vision serait beaucoup moins précise en cas de forte intensité lumineuse, notamment un jour ensoleillé sans lunettes de soleil, à cause de la photophobie.

L'achromatopsie congénitale (OMIM 216900, 262300, 139340) (maladie génétique) est une maladie rare dont l'un des symptômes est l'absence totale de vision des couleurs, la vision se fait en nuances de gris.
La fréquence de l'achromatopsie a été estimée à 1/33 000. La seule estimation de cette fréquence dans la population date des années 1960, voire avant.
Cependant, cette maladie est assez répandue sur les îles de Pohnpei et Pingelap (aux États fédérés de Micronésie, dans le Pacifique) où elle touche, respectivement, près de 8 et 10 % de la population.
Les principaux symptômes de l'achromatopsie sont :
- photophobie intense ;
- amblyopie (les achromates ont une acuité visuelle réduite, entre 1/20 et 2/10, avec une moyenne de 1/10[3]) ;
- absence totale de vision des couleurs ;
- nystagmus (s'estompe avec l'âge).

Physiologiquement, la maladie s'explique par un dysfonctionnement des pigments visuels de la rétine qui permettent de voir les couleurs. Dans une rétine normale, les cônes sont responsables de la vision diurne, de la vision des couleurs, et de la vision centrale, alors que les bâtonnets sont responsables de la vision crépusculaire et nocturne en noir et blanc, et de la vision périphérique. Ce sont les cônes de la rétine qui sont atrophiés chez les sujets atteints d'achromatopsie. La vision des achromates provient donc essentiellement des bâtonnets.
Le diagnostic se fait par deux électrorétinogrammes, l'un à l'obscurité, l'autre à la lumière.
L'achromatopsie se manifeste fréquemment chez les enfants dès l'âge de 2  à   4 mois, à cause de leur photophobie et/ou de leur nystagmus. Le nystagmus devient moins fort avec l'âge mais les autres symptômes prennent plus d'importance lorsque l'enfant commence à aller à l'école. L'acuité visuelle et la stabilité des mouvements de l'œil s'améliorent généralement durant les 6 ou 7 premières années de la vie (mais l'acuité visuelle reste inférieure à 2/10, ce qui correspond à l'acuité visuelle nocturne). L'acuité visuelle moyenne d'un achromate est de 1/10 ; une personne ayant une telle acuité visuelle réussira à lire, à une distance de 6 mètres, ce qu'une personne avec une acuité visuelle normale réussira à lire à une distance de 60 mètres. Il s'agit de l'acuité visuelle avec correction, c'est-à-dire que même avec des lunettes l'acuité visuelle d'un achromate ne dépassera pas 2/10.
Les formes congénitales de l'achromatopsie sont considérées comme stationnaires et n'empirent pas avec l'âge.
À cause de la saturation des bâtonnets, les achromates ont une aversion pour la lumière, dans les luminosités moyenne et élevée. À cause de cette forte photophobie, les achromates clignent des yeux ou ferment partiellement les yeux. Une atténuation de l'éblouissement est possible grâce à des verres filtrants. Parmi les différents symptômes de l'achromatopsie, la photophobie est considérée comme le symptôme le plus ennuyeux et le plus invalidant, selon un sondage mené sur 226 achromates.

### Monochromatie au bleu
Il existe une forme incomplète de l'achromatopsie, liée au chromosome X. Elle était anciennement appelée « achromatopsie incomplète liée à l'X » ou « achromatopsie atypique », mais est dorénavant appelée « monochromatie au bleu » (OMIM 303700, en anglais : blue cone monochromacy). Sa liaison au chromosome X et son hérédité rappellent celle du daltonisme. Les cônes sensibles aux bleus sont fonctionnels, mais pas les deux autres types de cônes. Il s'agit donc de monochromatie. Les symptômes sont moindres que dans l'achromatopsie complète. L'acuité visuelle des personnes atteintes est meilleure que dans l'achromatopsie complète : elle est en général de l'ordre de 3/10. Sa fréquence dans la population est estimée à 1 sur 100 000.

## Achromatopsie cérébrale
L'achromatopsie cérébrale est une perte de la vision des couleurs à la suite d'une lésion cérébrale, souvent due à un accident vasculaire cérébral chez une personne qui, auparavant, voyait les couleurs parfaitement. Elle a été initialement décrite par l'ophtalmologue suisse Louis Verrey à la fin du XIXe siècle.
Cette condition a fait l'objet d'études récentes en neurosciences cognitives de la vision. Le neurologue Semir Zeki (en) fut l'un des pionniers à proposer une explication fonctionnelle en montrant que chez ses patients la région lésée incluait les régions inférotemporales du cortex visuel et en particulier l'aire V4 qui est impliquée dans le traitement des couleurs. Les patients perdent non seulement la vision des couleurs mais ils perdent même la capacité à se représenter mentalement les couleurs. Ainsi le neurologue Oliver Sacks rapporte le cas de tels patients qui se plaignent de rêver en noir et blanc. Ce genre de plaintes montre néanmoins que ces patients ne sont pas anosognosiques : ils ont clairement conscience d'avoir perdu la sensation des couleurs.
Cette maladie est un élément scénarique du film Color of Night où le héros est atteint de ce trouble à la suite d'un traumatisme psychologique.

## Génétique

### Causes génétiques
L'achromatopsie congénitale est récessive. Au moins quatre gènes de l'achromatopsie ont été caractérisés,.
Le gène CNGA3 (ACHM2, OMIM 216900), pour lequel plus de 50 mutations différentes ont été identifiées, est localisé sur le chromosome 2, position 2q11. On estime qu'environ 25 % des achromatopsies sont dues à une mutation de ce gène.
Le gène CNGB3 (ACHM3, anciennement ACHM1, parfois appelée « achromatopsie avec myopie »), pour lequel une dizaine de mutations différentes ont été identifiées, se situe sur le chromosome 8, position 8q21. On estime qu'environ 50 % des achromatopsies sont dues à une mutation de ce gène. Ce gène est également responsable de certaines formes de la maladie de Stargardt.
La troisième forme concerne le gène GNAT2 (ACHM4), localisé sur le chromosome 1, en position 1p13. La proportion des achromates concernés par une mutation de ce gène est estimée à moins de 2 %.
Une quatrième forme (ACHM5, OMIM 613093) a été découverte en 2009. Elle concerne le gène PDE6C, situé sur le chromosome 10, position 10q24. La proportion des achromates concernés par ce gène est estimée à moins de 2 %.
D'autres causes de l'achromatopsie n'ont vraisemblablement pas encore été découvertes.
Il est vraisemblable que ces diverses mutations puissent aboutir à des formes légèrement différentes d'achromatopsie.
D'autre part la fréquence des différentes formes pourrait varier selon la zone géographique.

### Hérédité
L'achromatopsie est une maladie génétique à transmission autosomique récessive.
Les enfants d'un couple dont un seul des deux membres est achromate ont très peu de chances d'être atteints d'achromatopsie. En effet, il faudrait pour cela que le membre non atteint soit porteur sain, ce qui est très peu probable étant donné la rareté de l'achromatopsie (sauf dans des zones géographiques comme Pingelap où la fréquence de l'achromatopsie est anormalement élevée).
Si un couple, dont aucun des membres n'est achromate, a déjà un enfant achromate, alors chaque enfant suivant du couple aura une chance sur quatre d'être également achromate, ce qui est illustré par le tableau suivant.
|                           | Gène déficient du père                  | Gène sain du père                         |
| ------------------------- | --------------------------------------- | ----------------------------------------- |
| Gène déficient de la mère | Enfant achromate                        | Enfant porteur du gène mais non atteint   |
| Gène sain de la mère      | Enfant porteur du gène mais non atteint | Enfant non atteint et non porteur du gène |

### Essais de thérapie génique
Des essais de thérapie génique ont eu lieu sur des animaux atteints d'achromatopsie.
En 2007, Alexander JJ et al. ont réussi à restaurer la vision de jour chez des souris atteintes d'achromatopsie de type GNAT2, en utilisant des techniques de thérapie génique, par l'intermédiaire du virus AAV (adeno associated virus).
Les résultats ont été positifs pour 80 % des souris, et les effets ont été persistants pendant au moins 7 mois.
Les résultats d'une expérience de thérapie génique sur les chiens sont publiés en avril 2010. Le fonctionnement des cônes a été rétabli pendant au moins 33 mois chez deux jeunes chiens atteints de la forme CNGB3 d'achromatopsie. Cependant, les résultats sont beaucoup moins concluants chez des chiens âgés de plus d'un an. Cette étude a été conduite en relation avec la start up californienne Applied Genetic Technologies Corporation, qui effectue une étude préclinique afin de décider ou non si elle effectuera par la suite une étude de phase I.
En juillet 2010, des résultats concluants pour le traitement de souris avec une achromatopsie de type CNGA3 sont obtenus. Dans un article publié en mai 2011, des souris atteintes d'achromatopsie CNGB3 ont été traitées en leur injectant des gènes humains (via un virus AAV). Le fonctionnement normal des cônes a été restauré y compris chez les souris âgées de 6 mois, mais la restauration d'une acuité visuelle normale n'a été possible que chez les souris plus jeunes (2  à   4 semaines).
Un inconvénient de la technique précédente est qu'elle ne peut traiter que les cônes encore vivants, or ceux-ci semblent diminuer avec l'âge chez les achromates.
Une autre piste évoquée lors de l’Achromatopsia Convention 2011 à Chicago pourrait peut-être y remédier. Il s'agirait d'utiliser des cellules souches afin de générer des cônes, et de les transplanter dans la rétine du patient. Aucun essai n'a encore été fait pour l'achromatopsie avec cette technique.
Il faut toutefois souligner qu'il reste de nombreux défis à relever avant de pouvoir espérer traiter l'achromatopsie chez les humains.
Par ailleurs, les National Institutes of Health lancent mi 2012 le recrutement de participants atteints d'achromatopsie CNGB3 pour une étude clinique de phase I/II pour un implant diffusant dans l’œil du Ciliary neurotrophic factor (en) (CNTF), afin de tester si le CNTF peut améliorer l'acuité visuelle, la vision des couleurs et la sensibilité à la lumière[source insuffisante].

## Société et culture
Vers 1775, le typhon Lengkieki a dévasté l'atoll de Pingelap, dans l'État de Pohnpei, un des États fédérés de Micronésie. Le typhon et la famine qui a suivi n'ont laissé qu'une vingtaine de survivants parmi lesquels de rares hommes, dont le roi Mwahuele. Sa vigueur et la bonne fécondité des femmes permirent de repeupler l'île rapidement, mais dans la consanguinité. Quelques générations plus tard, entre 8 et 10 % de la population est atteinte d'achromatopsie CNGB3, et environ 30 % des habitants de l'atoll sont porteurs sains du gène. La population de cette île appelle l'achromatopsie « maskun », ce que l'on peut traduire littéralement par « yeux éteints ». Cette proportion inhabituelle d'achromates dans la population a attiré le neurologue Oliver Sacks dans l'île. À la suite de ce voyage, il a écrit son livre L'Île en noir et blanc en 1997. Une très forte proportion d'achromates est également présente dans la vallée de Mand, sur l'île de Pohnpei. En 2017, la photographe belge Sanne de Wilde publie The Island of the Colorblind, où elle raconte l'histoire de ces îles. Elle choisit de photographier les personnes atteintes en masquant ou renforçant leurs yeux et interroge par différents effets, sur leur manière d’inventer les couleurs,.
L'achromatopsie est généralement compatible avec une scolarisation normale, ainsi qu'avec des études supérieures.
Les achromates complets ont une acuité visuelle trop faible pour avoir l'autorisation de passer le permis de conduire. Cependant, certains d'entre eux peuvent passer un permis spécial (bioptic driving licence), valable dans certains États des États-Unis.
Les achromates peuvent être victimes de moqueries et de harcèlement scolaire lors de l'enfance et de l'adolescence, et de discrimination à l'âge adulte, ce dont témoigne l'écrivain Steff Green.

### Personnalités
- John Kay, le chanteur du groupe de rock canadien des années 1960 Steppenwolf, est atteint d'achromatopsie[24]. Il est mondialement connu pour les succès Born to Be Wild, considérée comme ayant inspiré le nom du genre heavy metal, ainsi que The Pusher et Magic Carpet Ride, les deux premières ayant été popularisées par le film Easy Rider (1969).
- Le peintre Jay Lonewolf Morales est lui aussi achromate.
- L'artiste Neil Harbisson, a développé une démarche technologique à la suite de son achromatopsie[25].
- La championne de judo handisport Sandrine Martinet-Aurières.
- L'écrivain Steff Green[23].
- L'actrice américaine Aria Mia Loberti (en)[26].